# 克里斯·科迪
克里斯·科迪（英語：Chris Cody，1984年1月7日—），為美國棒球選手，於2006年選秀由底特律老虎於第8輪第232順位選中，2014年起來台發展，曾效力中華職棒中信兄弟，中文登錄名為「寇迪」，守備位置為投手。

## 經歷
- 美國職棒底特律老虎（小聯盟，2006年-2007年）
- 美國職棒密爾瓦基釀酒人（小聯盟，2007年-2010年）
- 美國職棒亞特蘭大勇士（小聯盟，2011年）
- 美國職棒獨立聯盟York Revolution（2011年-2014年）
- 多明尼加聯盟Aguilas Cibaenas（2013年）
- 中華職棒中信兄弟（2014年6月21日-2015年5月26日）
- 美國職棒獨立聯盟York Revolution（2017年）
- 美國職棒獨立聯盟Salina Stockade（2017年）

## 職棒生涯成績

### 中華職棒
| 年度 | 球隊     | 出賽 | 先發 | 勝投 | 敗投 | 中繼 | 救援 | 完投 | 完封 | 三振 | 四死 | 責失 | 投球局數 | 自責分率 | 被上壘率 |
| ---- | -------- | ---- | ---- | ---- | ---- | ---- | ---- | ---- | ---- | ---- | ---- | ---- | -------- | -------- | -------- |
| 2014 | 中信兄弟 | 14   | 14   | 7    | 2    | 0    | 0    | 1    | 1    | 85   | 18   | 26   | 98.1     | 2.38     | 1.04     |
| 2015 | 中信兄弟 | 2    | 2    | 0    | 1    | 0    | 0    | 0    | 0    | 1    | 1    | 7    | 4.1      | 14.54    | 2.77     |
| 合計 | 2年      | 16   | 16   | 7    | 3    | 0    | 0    | 1    | 1    | 86   | 19   | 33   | 102.2    | 2.89     | 1.11     |

## 特殊事蹟
- 2014年8月20日對Lamigo桃猿，先發8局10三振無失分，成為中信兄弟接手後，隊史第一位達成單場10K的球員。
- 2014年10月12日對統一7-ELEVEn獅，飆出14次三振並拿下完封勝，率領中信兄弟拿下下半季冠軍。同時刷新聯盟本季單場最多奪三振記錄以及個人單場新記錄。